# Caught Plastered
Pour plus de détails, voir Fiche technique et Distribution.
Caught Plastered est un film américain de comédie réalisé par William A. Seiter, et sorti en 1931.

## Synopsis
Tommy Tanner et Egbert G. Higginbotham sont deux vaudevillistes qui ont été chassés de la dernière ville où ils se sont produits. Après s'être enfuis dans la ville de Lockville, le duo se lie d'amitié avec une vieille veuve, Mother Talley, qui est contrariée de ne pas arriver à attirer des clients dans sa pharmacie. Elle doit de plus payer un loyer à Harry Watters. Tommy et Egbert décident de transformer la pharmacie de Mère Talley en une entreprise lucrative, allant jusqu'à produire leur propre émission de radio l'après-midi dans le magasin même. Harry, qui veut acheter le magasin dans le cadre d'une opération de contrebande, tente de vendre au duo une boisson alcoolisée, qu'il appelle sirop de citron. Le sirop reçoit les éloges de tous les habitants de la ville, jusqu'à ce que la police arrive pour mettre fin à l'opération. Tommy et Egbert ont des soupçons sur Harry, et c'est à eux de prouver l'implication d'Harry pour blanchir leur nom et de sauver le magasin de Mère Talley.

## Fiche technique
- Titre original : Caught Plastered
- Réalisation : William A. Seiter
- Scénario : Douglas MacLean, Ralph Spence, Eddie Walsh(dialogue additionnel) et Jane Murfin
- Production : William LeBaron
- Société de production et de distribution : RKO
- Musique : Victor Schertzinger
- Photographie : Jack MacKenzie
- Pays de production :  États-Unis
- Langue : anglais
- Genre : comédie romantique
- Durée : 68 minutes
- Format : noir et blanc - mono
- Date de sortie : 
  - États-Unis : 5 septembre 1931

## Distribution
- Bert Wheeler : Tommy Tanner
- Robert Woolsey : Egbert G. Higginbothom
- Dorothy Lee : Peggy Morton
- Lucy Beaumont : Mère Talley
- Jason Robards Sr. : Harry Waters
- Charles Middleton : Shérif Flint
- DeWitt Jennings : Chef de police H.A. Morton
- Josephine Whittell : Mlle Newton
- Jim Farley : Clancy, un policier

Acteurs non crédités
- Nora Cecil : Mlle Loring
- Lee Moran : un ivrogne chantant

## Musique du film
- The Fountain in the Park (1884) (Ed Haley), (chanson), chantée par Bert Wheeler et Robert Woolsey
- I'm That Way About You (chanson), chantée par Bert Wheeler et Dorothy Lee
- Sweet Adeline (1903) (Richard H. Gerard et Harry Armstrong), (chanson), chantée par Arthur Housman et Lee Moran
- London Bridge Is Falling Down (Chanson traditionnelle pour enfants), (chanson), chantée par Arthur Housman et Lee Moran